# NGC 5542
NGC 5542 este o liner situată în constelația Boarul. A fost descoperită în 6 martie 1851 de către William Parsons, 3rd Earl of Rosse⁠(d). Se află la o distanță de 112,78 megaparseci de Pământ.